# Meridional
Meridional (с англ. — «Южный») — пятый студийный альбом американской металкор-группы Norma Jean, выпущенный 13 июля 2010 года лейблом Razor & Tie. Это первый релиз группы на Razor & Tie после того, как они покинули Solid State Records. Также это последний альбом, записанный в составе Скотти Генри (гитара), Джейка Шульца (бас-гитар) и Криса Рейнса (барабаны).
Альбом получил в общем и целом положительные отзывы и был назван одним из лучших альбомов в дискографии группы. Он занял 45 строчку в Billboard 200 и за первую неделю разошёлся тиражом 9800 копий в США.

## Предыстория
Norma Jean начали писать музыку для Meridional в январе 2009 года в Атланте, штат Джорджия. В апреле 2009 года группа отказалась от тура с Silverstein, Blessthefall и Before Their Eyes по ряду неизвестных причин. Они объявили, что по возвращении в Атланту возобновят работу над своим пятым полноформатным альбомом. Музыка, которую писали участники группы, была описана как «нечто совершенно новое» — что-то, что отдаст дань уважения «тому, с чего началась эта группа, — глубокому погружению в наши музыкальные корни». Позже группа пояснила, что «корни» не обязательно означают, что они напишут новый альбом, похожий на их первую пластинку Bless the Martyr and Kiss the Child. Вместо этого они имели в виду свой прежний настрой, когда участники группы только начинали заниматься музыкой. Работа над материалом продолжалась до конца 2009 года и была официально завершена в январе 2010 года.

## Запись

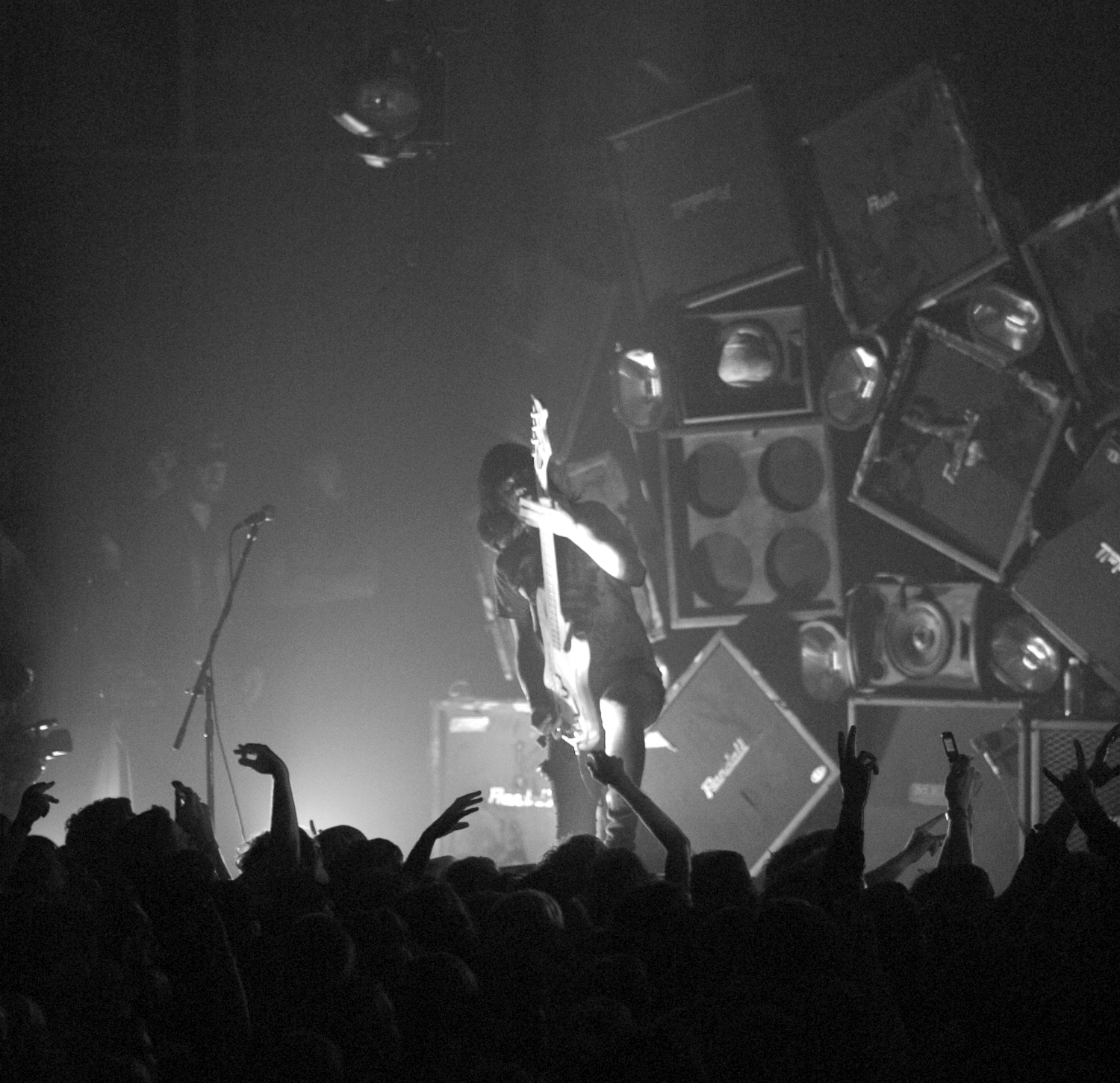
Альбом стал последним записанным с участниками группы Скотти Генри, Джейком Шульцем (на фото) и Крисом Рейнсом.

1 февраля 2010 года группа Norma Jean вместе с продюсером Джереми Гриффитом (известный по работе с Saosin, Forever Changed, Cool Hand Luke) и Pro Tools-звукорежиссёром Джастином Чапманом приступила к записи альбома Meridional в студии Glow in the Dark в Атланте. Первые три дня они потратили на подготовку к записи, создавая живые записи всех песен для альбома. Гриффит предложил группе записывать гитары раньше баса, что противоречит традиционным методам записи. Вокалист Кори Брэндан заявил, что этот переход был «отличной идеей, потому что мы меняли аккорды и последовательности во многих песнях на протяжении всей записи, так что мы могли сделать так, чтобы бас следовал за гитарами и более точно вписывался в ритм-секцию».
Norma Jean приветствовали участие Гриффита в работе над альбомом. Во время записи он иногда записывал собственные вокальные партии для песен, чтобы посмотреть, понравятся ли группе его идеи. Гриффит исполнил бэк-вокал в нескольких песнях, а также сыграл на пианино. Помимо пианино из студии Glow in the Dark, группа использовала широкий спектр инструментов, в том числе акустические гитары, органы, случайную перкуссию и лэп-стил-гитару. Группа также использовала различные гитарные настройки: от «нашей обычной настройки drop C#, drop C и иногда до сверхнизкой drop B».
Запись и сведение были завершены до конца февраля. В результате работы над альбомом Meridional было записано самое большое количество треков, которые группа записала за одну сессию: 13 песен и три коротких интерлюдии.

## Концепция и темы
По словам Кори тексты песен с альбома сложно интерпретировать, и они полны туманных метафор. Но при этом они не содержат особо религиозных тем, как это было на прошлых релизах, скорее в них выражено недовольство и сомнения участников группы. Как правило они обычно сводятся к заключительным моментам композиций, при этом группа часто подчёркивает одну или две строчки, которые повторяются несколько раз в конце песни для большего эффекта. Вкупе с их мрачным тоном тексты открывают двери слушателям для долгих раздумий.
Название альбома — Meridional — это термин, исторически использовавшийся в астрономии, как правило, в странах, язык которых основан на латыни, для обозначения южного направления на звёздном глобусе. Изначально название было придумано группой как ироничная отсылка к южным корням Norma Jean. Группа базируется в южных регионах США, в частности в Дугласвилле, штат Джорджия. Однако, по словам Кори, название позже стало соответствовать сюжету и теме альбома, а также перекликаться с художественным оформлением. Три других небесных направления — Septentrional (северный), Oriental (восточный) и Occidental (западный) — составляют три интерлюдии на альбоме.

## Композиция и стиль
Музыканты продолжили экспериментировать с текстурой и мелодией, добившись звучания, в котором сочетаются тяжёлые гармонии и диссонирующий напор, мелодичные и техничные стороны музыки Norma Jean. Музыка на альбоме демонстрирует плавные риффы, мелодичность, напряжённые припевы и шумные угловатые брэйкдауны. Кори использовал скриминг и чистое пение в основном в равной мере. Несмотря на то, что альбом может показаться более доступным, чем предыдущие работы Norma Jean, музыка группы по-прежнему грубая и хаотичная.
В интервью журналу Exclaim!, опубликованном в день выхода альбома Meridional, барабанщик Крис Рейнс рассказал о том, как формировалось звучание Meridional и что на него повлияло: 

Последние несколько альбомов были разными, а этот, по правде говоря, вобрал в себя многое из того, что мы хотели сделать на этот раз. Я думаю, мы взяли всё лучшее из предыдущих альбомов и добавили то, что хотели, — более тяжёлую и мрачную атмосферу.
Первые две песни на альбоме — «Leaderless and Self-Inflicted» и «The Anthem of the Angry Brides» — сохраняют динамику предыдущих альбомов группы, технически напоминая на альбом O' God, the Aftermath и на тогдашнюю музыку The Dillinger Escape Plan. «Deathbed Atheist», выполненный в стиле сладж, замедляет темп и создаёт напряжённую атмосферу. «Bastardizer» и «A Media Friendly Turn For the Worst» вносят новые элементы, причём «Bastardizer» отсылает к маткор-корням группы. Вносят новые элементы и разнообразие в альбом песни «High Noise Low Output», «Falling From the Sky: Day Seven», закрывающие «Everlasting Tapeworm» и «Innocent Bystanders United», а также атмосферные интерлюдии «Septentrional» и «Occidental»; первые четыре отличаются чистым вокалом и мелодичностью, вторые же — своей атмосферой и экспериментальностью, содержа множество странных звуков в духе шума морских волн или щебетания птиц. «Falling From the Sky: Day Seven», которую можно охарактеризовать как балладу, показывает, что группа не только владеет стилем хаотик-хардкор, но и пишет по-настоящему сложные, эпические песни. А финальная песня «Innocent Bystanders United» начинается с простых ударных и гитарных партий, затем переходит в атмосферу фидбэка и завершается финальным всплеском мелодичной страсти.

## Выпуск
«Если бы мы не подписали контракт с Razor & Tie, думаю, мы бы устроили кровавую бойню, не считаясь с жизнями и конечностями. Думаю, впервые за всю нашу карьеру, когда мы представляем свои идеи, мы чаще слышим слово „да“».
Meridional стал первым релизом группы на лейбле Razor & Tie после того, как они покинули Solid State Records после семи лет работы и выпуска четырёх студийных альбомов. Группа Norma Jean также провела несколько лет на Solid State и выпустила на этом лейбле один альбом под названием Throwing Myself в 2001 году под своим первоначальным названием Luti-Kriss. Некоторые музыкальные новостные сайты сочли выбор лейбла странным, поскольку Razor & Tie также является домом для голубоглазого соул-певца Майкла Макдональда, вокального три The Irish Tenors с канала PBS и серии детских кавер-альбомов Kidz Bop.

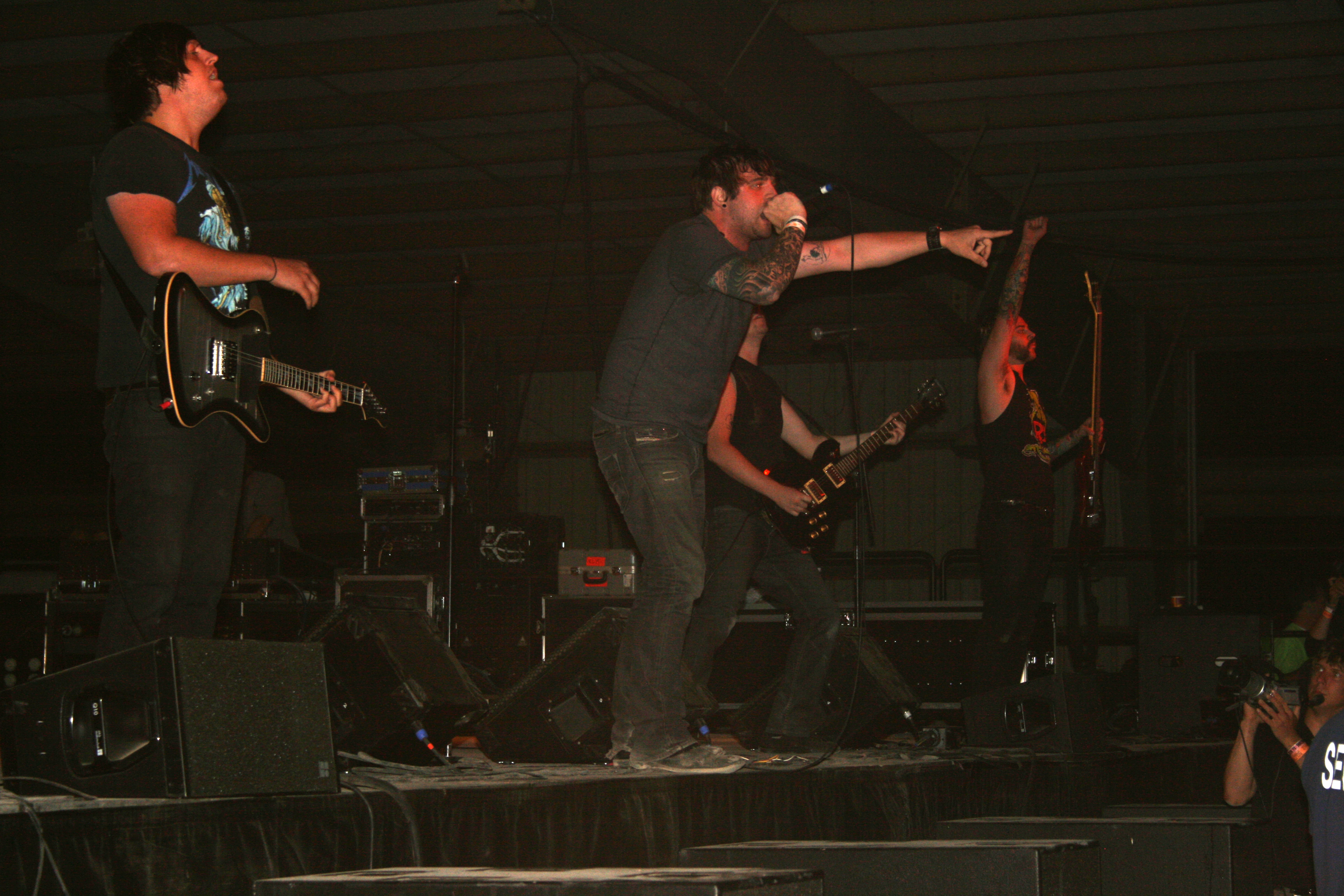
Живое выступление Norma Jena на Lifest, 2009 год.

Norma Jean гастролировала с группами The Chariot, Horse the Band и Arsonists Get All the Girls в рамках тура Explosions 2009 в ноябре и декабре того же года. В некоторые дни тура группа исполняла свой дебютный альбом Bless the Martyr and Kiss the Child целиком, а также представила новую песню «Kill More Presidents». Поклонникам предлагалось приходить на концерты с видеокамерами и отправлять группе онлайн-записи «Kill More Presidents». Видеоролики с разными записями были объединены в одно видео с демонстрационной записью новой песни в качестве аудио. Поклонники могли бесплатно скачать видео, подписавшись на рассылку группы. Песня «Kill More Presidents» не вошла в финальную версию альбома. Это был первый трек, который группа записала для Meridional, и группе он «надоел». Была записана новая версия песни с совершенно другим финалом, которую планировалось выпустить позже.
В апреле 2010 года Кори Брэндон создал и выпустил рекламный ролик для Meridional. В ролике можно увидеть обложку альбома, а в качестве аудиодорожки используется отрывок из песни «The Anthem of the Angry Brides». Обложку создал Джейсон Ода (разработавший обложки альбомов Congregation of the Damned группы Atreyu и Hide Nothing группы Further Seems Forever) из StarvingEyes — художник, поклонником которого Брэндан является «уже много лет». Комментируя обложку, Брэндан сказал: «Мы очень гордимся всеми произведениями искусства, которые используем. У каждой пластинки своя атмосфера, и мы всегда хотим, чтобы обложка отражала ту же энергию. Эта пластинка пронизана очень специфическим, мрачным настроением, и я знаю, что из всех пластинок, которые мы когда-либо выпускали, эта определённо имеет лучшее оформление». Полная версия обложки альбома была опубликована в мае 2010 года.
6 мая 2010 года Norma Jean бесплатно выпустила песню «Leaderless and Self Enlisted» для всех, кто подписался на их онлайн-рассылку. Позже она стала продаваться через цифровые медиаресурсы, такие как iTunes или Amazon, и стала первым синглом группы, выпущенным отдельно от одного из их альбомов. В музыкальном плане песня была похожа на альбом Norma Jean 2008 года The Anti Mother, несмотря на то, что ранее группа заявляла, что Meridional станет «возвращением к истокам».
Альбом Meridional стал доступен для предзаказа в июне 2010 года в нескольких различных комплектациях, включающих различные товары с символикой группы. Альбом доступен как на CD, так и на двойном 12-дюймовом виниле. Все пакеты предзаказов включали бесплатную и мгновенную загрузку песни «Deathbed Atheist» с альбома. В течение трёх недель, предшествовавших выходу Meridional, группа проводила конкурс, в котором разыгрывались инструменты, использовавшиеся для записи альбома. Один победитель, выбранный случайным образом из списка рассылки, получал в подарок ударную установку, электрогитару или бас-гитару. Также выбирался участник, занявший второе место, который получал различные товары с автографами участников Norma Jean.
Альбом Meridional был выпущен 12 июля 2010 года в Великобритании и 13 июля в США. Дата выхода совпала с началом фестиваля Mayhem 2010, на котором выступала группа Norma Jean, а хедлайнерами были Korn и Роб Зомби.

## Продвижение
В течение недели после выхода Meridional группа Norma Jean совместно с Razor & Tie выпустили рекламный ролик для альбома. В рекламе использовались отрывки из музыкального клипа на песню «Deathbed Atheist», а также цитаты из различных профессиональных обзоров, в которых восхвалялся альбом. Полный музыкальный клип на песню «Deathbed Atheist» был официально выпущен 21 июля 2010 года. Режиссёром выступил Линус Йоханссон из Popcore Film.
Во время сессий для Meridional Норма Джин записала в общей сложности 13 песен и три интерлюдии. Группа планировала использовать для альбома одиннадцать песен, а остальные выпустить в качестве би-сайдов для «других проектов в будущем». Ранее выпущенная демоверсия песни «Kill More Presidents» была перезаписана с новой концовкой и должна была в какой-то момент выйти официально. Позже она была добавлена в версию альбома для Best Buy в качестве бонус-трека. Первоначально представленная в апрельском посте в блоге студии в 2010 году, композиция «Distance to Planets» была выпущена в качестве бонус-трека на iTunes Meridional.

## Отзывы критиков
| Оценки критиков     | Оценки критиков           |
| Источник            | Оценка                    |
| ------------------- | ------------------------- |
| AbsolutePunk        | 90%                       |
| AllMusic            | [ 14 ]                    |
| Bloody Disgusting   | [ 41 ]                    |
| BLARE Magazine      | [ 42 ]                    |
| Exclaim!            | очень благоприятно        |
| Jesus Freak Hideout | Уэйн Реймер: Майкл Уивер: |
| Revolver            | [ 43 ]                    |
| Rock Sound          | 8/10                      |
| Sputnikmusic        | [ 2 ]                     |

Первоначальный приём был в целом положительным, и Norma Jean заявили на своей странице в Myspace, что рецензии от журналов Decibel, Alternative Press и Revolver, опубликованные в начале прослушивания, назвали Meridional одним из лучших альбомов группы на сегодняшний день.
Грегори Хини из AllMusic уловил, что Чино Морено из Deftones (участвовавший в записи предыдущей пластинки) повлиял на стиль группы; на альбоме сочетаются тяжёлых гармоний, характерных для Deftones, и диссонансные элементы, присущих Converge. «В результате», — пишет Хини, — «получается звучание, которое выходит за рамки типичного гибрида метала и эмо, при этом группа не забывает о том, что её хлеб с маслом — это масштабные, тяжёлые песни». Подытоживая Хини отмечает творческий подъём группы и умение объединить разработанные техники в единое целое. Уэйн Реймер, рецензент Jesus Freak Hideout, поставил альбому четыре звезды, охарактеризовав Meridional как «плавильный котёл», в котором собраны достижения группы за всю карьеру, и будет интересен как старым поклонникам, так и новым слушателям; описывая музыкальные особенности альбома, Реймер отмеnbk, что, «хотя Meridional, возможно, делает звучание группы более доступным, он всё ещё сохраняет характерные черты, которые полюбились фанатам». Джонатан Баркан в своей рецензии для Bloody Disgusting даёт оценку производству альбома, отмечая почти безупречную работу, но указывая на некоторые мелкие недочёты (например, вокал немного «погружён» в микс, а цимбалы могли бы иметь больше «искры»). Также он прокомментировал оформление альбома, говоря, что обложка немного перегружена, но буклет содержит красивые изображения, хотя им не хватает яркости. В заключение Баркан высоко оценил альбом, подчёркивая рост группы и рекомендует его к прослушиванию: «Meridional, пятый студийный альбом Norma Jean — это музыкальное путешествие. По-другому и не скажешь. Этот альбом нужно слушать целиком, потому что начало и конец альбома не совсем совпадают». В BLARE Magazine альбом Meridional был назван «впечатляющей работой, способная поразить слушателя»: «На альбоме Meridional квинтет из Джорджии буквально уничтожает свои прошлые релизы безрассудно быстрой и сложной игрой на гитаре, пронзает их потрясающим вокальным диапазоном и „добивает“ лаконичными, но цельными мелодиями, упакованными в разрушительный шар»; альбом характеризуется как «неотразимая сила», способная «выбить несколько рёбер и отвиснуть челюсть».
Однако есть и негативные отзывы. Так, рецензент из Sputnikmusic считает, что Meridional не является возвращением к корням группы, а скорее представляет собой смесь разных направлений, в которых коллектив развивался на протяжении своей карьеры: «В конечном счёте, сложно представить, что поклонники Norma Jean из любой эпохи будут в открытую ненавидеть Meridional, но также сложно представить, что кто-то будет в восторге от него. Конечно, в Meridional есть несколько хороших моментов, но, скорее всего, если вы слышали какой-либо другой альбом Norma Jean, то уже слышали то, что она может предложить, но в более качественной версии». Майкл Уивер был более благосклонен. Он отмечает удачное сочетание нойзкора и пост-метала предыдущих релизов группы (The Anti Mother и Redeemer), характеризуя Meridional как «действительно тяжёлый». Однако он выделяет среди недостатков альбома его скупую музыку: «К сожалению, главная проблема здесь заключается в том, что такой альбом, как Meridional, не может долго радовать слушателя. Этому мешает сама природа металкор-музыки: в альбоме недостаточно материала, чтобы увлечься им больше чем на несколько песен». По итогу Уивер назвал Meridional «хорошей в своём деле», но при этом «он не имеет особого срока годности» в виду того, что альбом «рассчитан на очень юную аудиторию или на тех, чей вкус требует лишь самых базовых элементов тяжёлой музыки».

## Коммерческий успех
За первую неделю продаж в США было продано 9800 копий альбома Meridional, и он занял 45-е место в Billboard 200. Предыдущий студийный альбом группы, — The Anti Mother, — был продан тиражом более 16 000 копий и дебютировал на 29-м месте в Billboard 200 в 2008 году.

## Список композиций
Слова и музыка всех песен — группа Norma Jean.
| №                   | Название | Длительность |
| ------------------- | --- | ------------ |
| 1.                  | «Leaderless and Self Enlisted» | 3:19         |
| 2.                  | «The Anthem of the Angry Brides» | 2:32         |
| 3.                  | «Deathbed Atheist» | 5:06         |
| 4.                  | «Bastardizer» | 3:15         |
| 5.                  | «A Media Friendly Turn for the Worse» | 4:12         |
| 6.                  | «Septentrional» | 1:37         |
| 7.                  | «Blood Burner» | 4:02         |
| 8.                  | «High Noise Low Output» | 3:26         |
| 9.                  | «Falling from the Sky: Day Seven» | 6:17         |
| 10.                 | «Everlasting Tapeworm» | 3:14         |
| 11.                 | «Occidental» | 1:37         |
| 12.                 | «The People That Surround You on a Regular Basis» | 3:41         |
| 13.                 | «Innocent Bystanders United» (песня «Innocent Bystanders United» заканчивается на отметке 8:23, далее идёт тишина длиной 15:05, затем — «Oriental» длиной 1:36) | 25:04        |
| Общая длительность: | Общая длительность: | 67:22        |

| №                   | Название                            | Длительность |
| ------------------- | ----------------------------------- | ------------ |
| 14.                 | «Kill More Presidents»              | 4:27         |
| 15.                 | «Deathbed Atheist (KC Blitz Remix)» | 4:45         |
| Общая длительность: | Общая длительность:                 | 76:34        |

| №                   | Название                                  | Длительность |
| ------------------- | ----------------------------------------- | ------------ |
| 14.                 | «Deathbed Atheist (The Juggernaut Remix)» | 3:22         |
| Общая длительность: | Общая длительность:                       | 70:44        |

| №                   | Название              | Длительность |
| ------------------- | --------------------- | ------------ |
| 14.                 | «Distance to Planets» | 4:02         |
| Общая длительность: | Общая длительность:   | 71:24        |

## Участники записи
Все данные адаптированы из буклета альбома.

| Norma Jean - Кори Брэндан — вокал, гитара - Скотти Генри — гитара - Крис Дэй — гитара - Джейк Шульц — бас-гитара - Крис Рейнс — барабаны, перкуссия Приглашённые музыканты - Джереми Гриффит — орган (в песне «Falling from the Sky: Day Seven»), гитара и пианино (в песне «Innocent Bystanders United»), бэк-вокал (в песнях «A Media Friendly Turn for the Worse», «Septentrional», «Falling from the Sky: Day Seven», «The People That Surround You on a Regular Basis» и «Innocent Bystanders United») - Шелби Синка — бэк-вокал (в песне «Everlasting Tapeworm») - Трой Стэйнс — лэп-стил-гитара (в песне «Everlasting Tapeworm») | Производственный персонал - Джереми Гриффит — продюсер, звукорежиссёр, сведение - Джастин Чапман — помощник звукорежиссёра - Кайл Хендерсон — гитарный техник Художественное оформление - Джейсон Ода — оформление и дизайн |

## Чарты
| Чарт (2010 г.)                 | Позиция в чарте |
| ------------------------------ | --------------- |
| США Billboard 200              | 45              |
| США Billboard Christian Albums | 2               |
| США Billboard Hard Rock Albums | 6               |
| США Billboard Rock Albums      | 15              |